# カプラ (玩具)

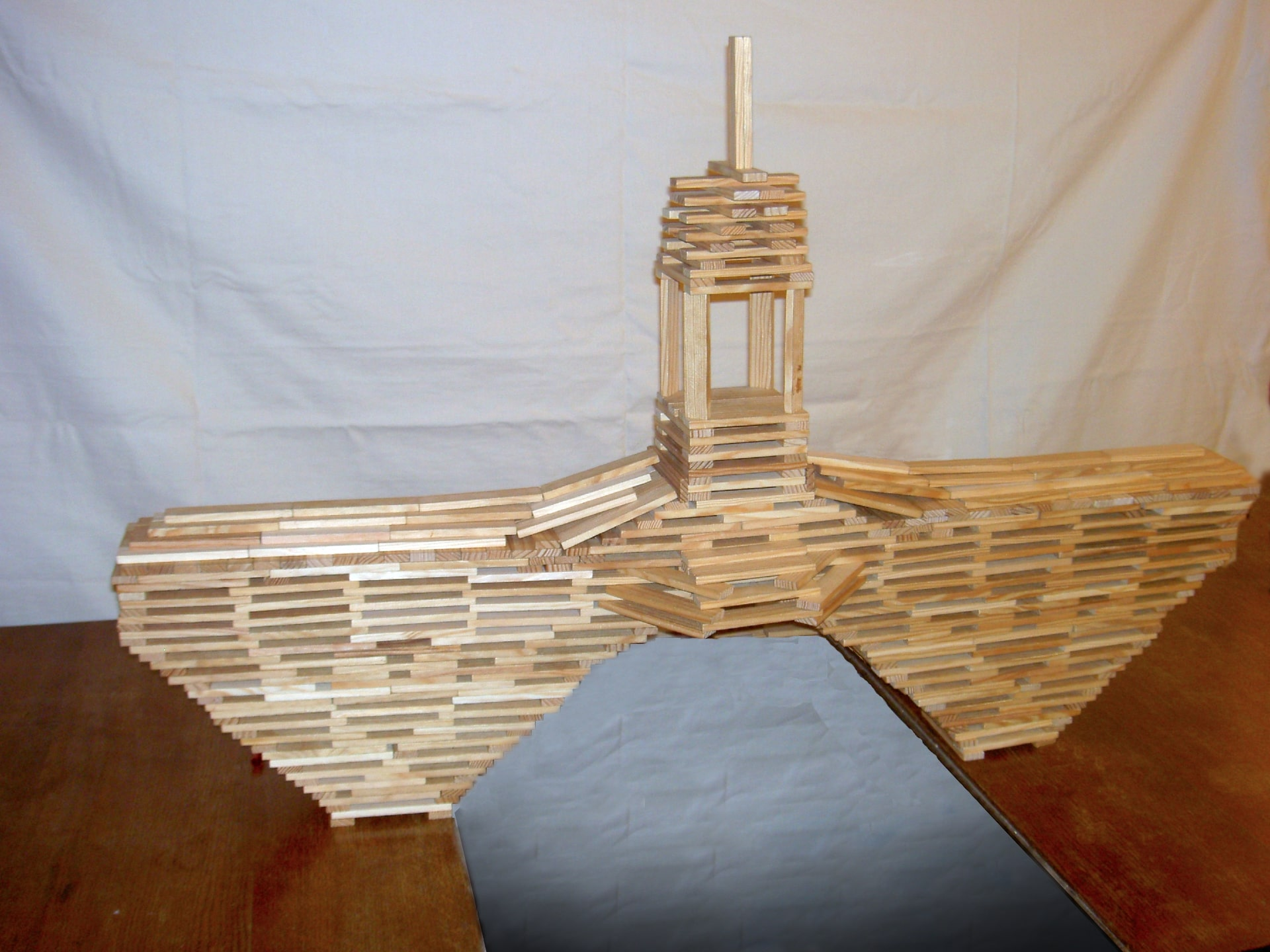
カプラで作られた作品の一例

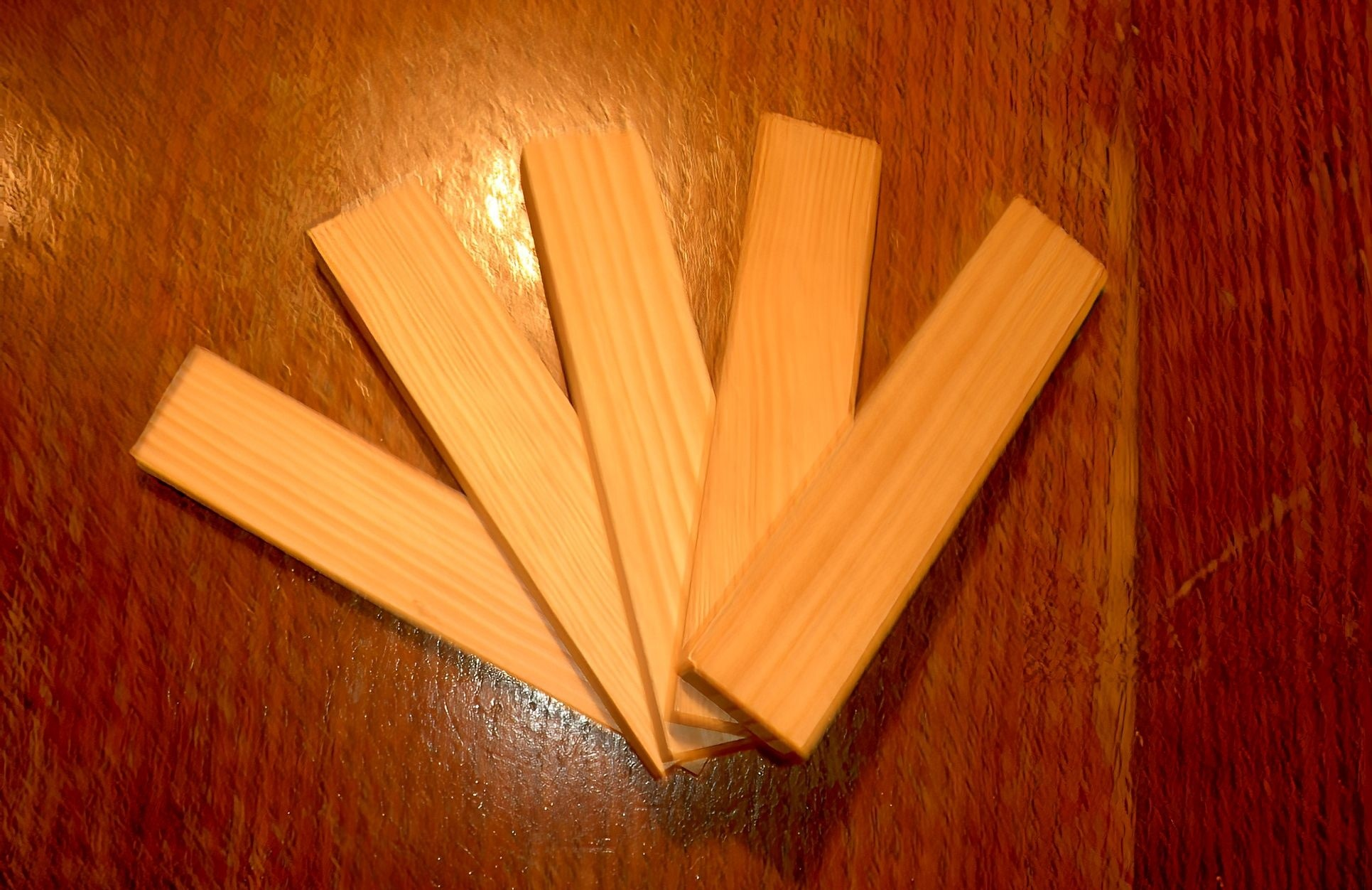
カプラ

カプラ (kapla) はオランダ人 Tom van der Bruggen によって考案された、積み木の一種である。カプラという名前はオランダ語の "kabouter plankjes" (小さな板) に由来する。

## 概要
カプラはフランスランド県の松の木から非常に正確な寸法で削られてできている。その厚さ、幅、長さ (117,4 mm) の比は1:3:15であり、この寸法はすべてのカプラシリーズで同じである。組み立てにはどのような他の部品も必要がなく、ただ木片の上に他の木片を積み上げて行くだけで複雑な構築物まで作ることができる。
「きちんとした設計図などによって作る人の想像力を妨げたくない」という考案者の意向により、レゴなどの他の組み立て玩具のように組み立て見本を集めた本はない。
競技会も開かれており、大人のグループが保持する最も高い塔の記録は15.57mである。これは5123個のカプラを10時間以上かけて作られたものである。